# ميك جريس
ميك جريس (بالإنجليزية: Mick Garris) (و. 1951  م) هو كاتب سيناريو، ومخرج أفلام، ومنتج أفلام أمريكي، ولد في سانتا مونيكا، كاليفورنيا.

## جوائز
حصل على جوائز منها:
- جائزة إدغار.

## وصلات خارجية
- ميك جريس على موقع IMDb (الإنجليزية)
- ميك جريس على موقع ألو سيني (الفرنسية)
- ميك جريس على موقع تيرنر كلاسيك موفيز (الإنجليزية)
- ميك جريس على موقع أول موفي (الإنجليزية)
- ميك جريس على موقع قاعدة بيانات الأفلام السويدية (السويدية)
- ميك جريس على موقع إن إن دي بي (الإنجليزية)
- ميك جريس على موقع قاعدة بيانات الفيلم (الإنجليزية)
- ميك جريس على موقع كينوبويسك (الروسية)